# Paraphreatoicus relictus
Paraphreatoicus relictus är en kräftdjursart som beskrevs av Nicholls 1944. Paraphreatoicus relictus ingår i släktet Paraphreatoicus och familjen Phreatoicidae. Inga underarter finns listade i Catalogue of Life.